# 우에노 동조궁

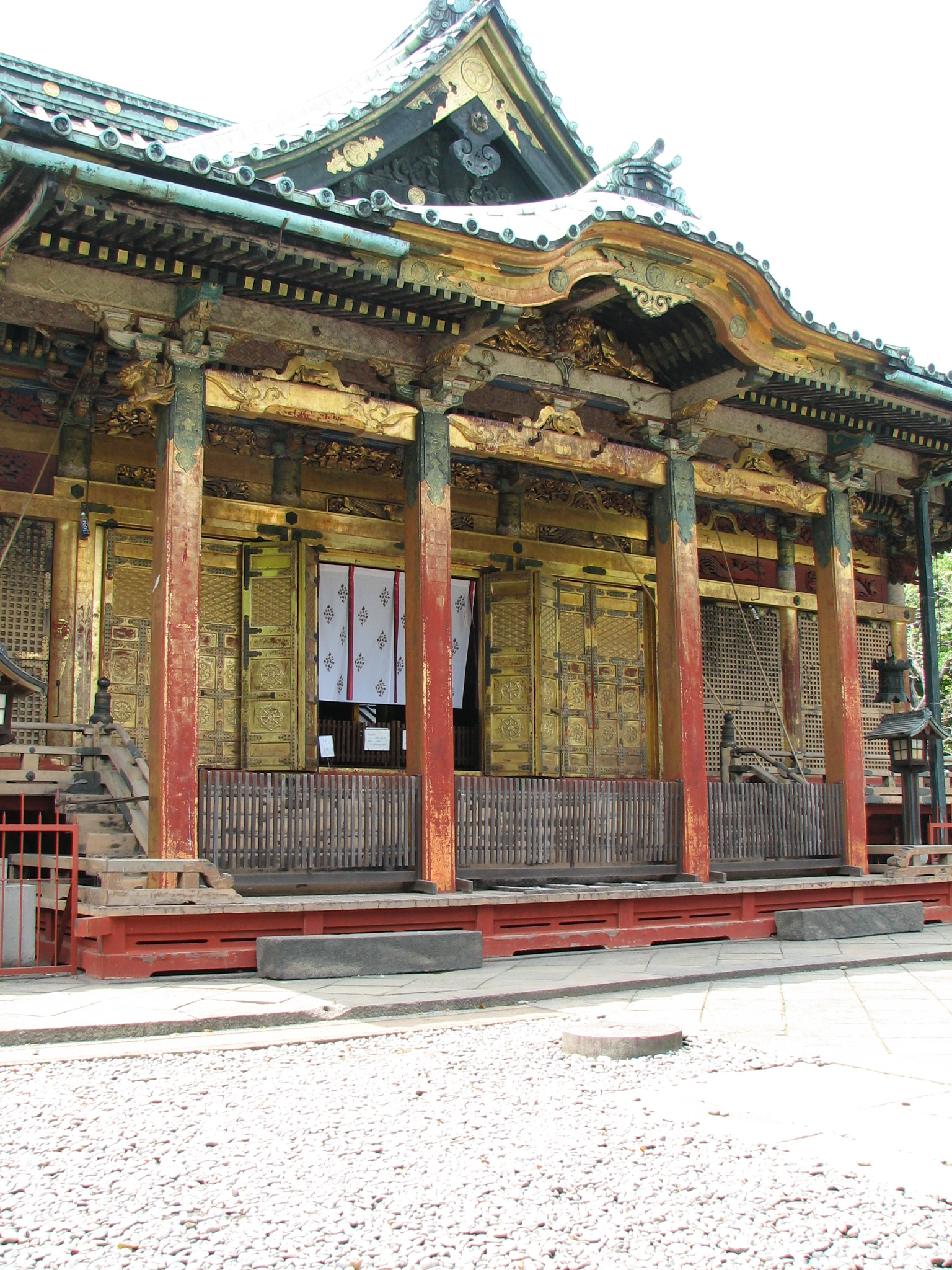
우에노 도쇼구

우에노 동조궁(일본어: 上野東照宮 우에노도쇼구[*])은 도쿄도 다이토구 우에노 공원 안에 있는 신사이다. 도쿠가와 이에야스, 도쿠가와 요시무네, 도쿠가와 요시노부를 신으로 모시는 사당이다. 전체 구조는 배전, 폐전, 본전으로 구성되어 있으며 본전에는 금박의 중국 양식의 문이 있다.

## 같이 보기
- 우에노 공원
- 도쿠가와 이에야스
- 도쿠가와 요시무네
- 도쿠가와 요시노부